# Herbert Ernest Hart
Sir Herbert Ernest Hart, novozelandski general in odvetnik, * 13. oktober 1882, † 5. marec 1968.